# Вертелишковский сельсовет
Вертелишковский сельсовет — административная единица на территории Гродненского района Гродненской области Белоруссии.

## Состав
Вертелишковский сельсовет включает 31 населённый пункт:
- Баторовка — деревня.
- Береговой — посёлок.
- Борки — деревня.
- Бояры — деревня.
- Быльчицы — деревня.
- Вертелишки — агрогородок.
- Головничи — деревня.
- Гриневка — деревня.
- Дворцы — деревня.
- Житомля — деревня.
- Забогоники — деревня.
- Завадичи — деревня.
- Заполье — деревня.
- Казимировка — деревня.
- Козловичи — деревня.
- Оленичи — деревня.
- Пилюки — деревня.
- Пундишки — деревня.
- Ракитно — деревня.
- Рыдели — деревня.
- Санковщина — деревня.
- Сивково — деревня.
- Сколобово — деревня.
- Сыпаная Гора — деревня.
- Табола — деревня.
- Табольская Будка — деревня.
- Толочки — деревня.
- Тополево — деревня.
- Тужевляны — деревня.
- Цыдики — деревня.
- Эйсмонты — деревня.